# Magwe Football Club
Maillots
Le Magwe Football Club (en birman : မကွေးဘောလုံးအသင်း), plus couramment abrégé en Magwe FC, est un club birman de football fondé en 2009 et basé dans la ville de Magwe, dans la région de Magway.

## Histoire
Fondé en 2009 (comme l'ensemble des clubs non issus des ministères birmans), Magwe FC est l'un des membres fondateurs du nouveau championnat national, la Myanmar National League.
Il a participé à toutes les éditions de la compétition, sans avoir su y briller : sa meilleure performance est une 3e place, obtenue à l'issue de la saison 2009.

## Personnalités du club

### Présidents du club
- U Soe Min

### Entraîneurs du club
- U Aung Zaw Myo